# ابوالقاسم قشیری
ابوالقاسم عبدالکریم بن هَوازِن قشیری (۹۸۶ - ۱۰۷۲) صوفی، فیلسوف و مفسّر عربی ایرانی در سدهٔ پنجم هجری، و از فیلسوفان مسلمان در سده چهارم و پنجم هجری قمری بود.
وی همچنین در علم حدیث، کلام، فقه و تفسیر قرآن دانش‌های تخصصی آموزش دید. مهم‌ترین اثر وی الرسالة القشیریة نام دارد. او در زمانی زندگی می‌کرد که خلافت عباسیان در جهان اسلام حکم می‌راند و غزنویان در ایران فرمان می‌دادند. وی معاصر با ابوسعید ابوالخیر بوده‌است.
قشیری از بزرگان تصوف در قرون چهارم و پنجم می‌باشد از اکابر علما و مشایخ متصوفه، نسبتش به یکی از خاندان هایِ عربیِ مهاجر به نیشابور یعنی بنی قشیر می‌رسد مادرش دختر محمد بن سلیمان استوایی سلمی است، بنابراین از سوی پدر قشیری و از سوی مادر سلمی بود.

## نام و نسب
زین‌الاسلام ابوالقاسم عبدالکریم بن هوازن بن عبدالملک بن طلحه بن محمد قشیری، در ربیع‌الاول سال ۳۷۶ هجری در شهر استوا (قوچان کنونی) دیده به جهان گشود. نامش عبدالکریم، کنیه‌اش ابوالقاسم، و لقب‌هایش امام، استاد، و زین الاسلام بوده‌است. نسبتش به قشیر بدان سبب است که خاندان او از اعراب بنی قشیر بوده‌اند که به خراسان آمدند و در آنجا ساکن شدند. از طرف پدر، قشیری و از طرف مادر، سلمی بود و دایی اش، ابوعقیل سلمی، از وجوه دهاقین استوا بوده‌است. هنوز کودک بود که پدرش، هوازن بن عبدالملک، درگذشت و تربیت او را به ابوالقاسم الیمانی که از دوستان خاندان قشیری بود، واگذار کردند. قشیری مقدمات زبان و ادبیات عرب را نزد الیمانی فرا گرفت. دارای هوش سرشار و عالی بود.

## زندگی
عبدالکریم بن هوازن قشیری ملقب به زین‌الاسلام در ماه ربیع‌الاول ۳۷۶ در استوا -ربع نیشابور- چشم به جهان گشود و در روز ۱۶ ربیع‌الثانی ۴۶۵ در نیشابور درگذشت.
قشیری از همان روزهای اول ورود به نیشابور، آوازة علمی ابوعلی حسن بن علی نیشابوری، مشهور به دقاق که پسر آرد فروشی بود از مردم نیشابور و به همین سبب به وی دقّاق می‌گفتند، را شنید و موجب شد به مجلس درس وی کشیده شود. این پسر آرد فروش در نیشابور دستگاه ارشاد و شیفتگان و دلباختگان بسیار داشت؛ و چنان‌که گفتیم، قشیری به قصد تحصیل علم کمالات و مسائل معنوی به نیشابور نیامده بود، اما با حاضر شدن در حلقهٔ درس دقاق، شیفتهٔ وی می‌شود و به همین روی، از علم حساب و استیفا به یکبار صرف نظر کرده، به طریقت روی می‌آورد. چون استاد، آثار و نشانه‌های نجابت و کمال را در شمائل او به فراست درمی‌یابد، وی را به خود پذیرفته و این اتصال معنوی سرانجام به خویشاوندی ظاهری نیز مبّدل می‌شود چنان‌که شیخ دقاق، دخترش ام‌البنین دقاقیّه را به عقد نکاح او درمی‌آورد.

## اساتید
قشیری نزد ابوالقاسم الیمانی مقدمات زبان و ادبیات عرب را فرا گرفت. سپس به نیشابور سفر کرد و حال و هوای معنوی شهر تأثیر فراوانی در او گذاشت. ابوعلی دقّاق در آن شهر دستگاه ارشاد داشت و قشیری نیز به مجلس درس او راه یافت، جاذبه و سیطره معنوی دقّاق تمام وجود او را فراگرفت به طوری که تا آخر عمر نتوانست از آن رهایی یابد.
چون استاد آثار و نشانه‌های کمال و نجابت را در او مشاهده کرد او را پذیرفت و سرانجام نیز دختر خود به نام «ام البنین فاطمه» را به عقد نکاح او درآورد، ازدواج او بین سال‌های ۴۱۰ تا ۴۱۵ هجری اتفاق افتاده‌است.
قشیری بنا بر توصیه وی برای تحصیل علوم شرعی از محضراستادان بسیاری بهره برد. از جمله استادان او می‌توان به ابوبکر محمد بن ابوبکر طوسی، ابوبکر بن فورک و ابواسحاق ابراهیم بن اسفراینی اشاره کرد. ابوعلی دقّاق درسال ۴۰۵ یا ۴۰۶ هجری چشم از جهان فروبست. قشیری پس از وفات او به حلقه صحبت ابوعبدالرحمن سلمی پیوست.

## آثار وی
قشیری از نویسندگان پرکار دوره خود محسوب می‌شود که بخشی از آثار او به شرح زیر باقی مانده‌است: 

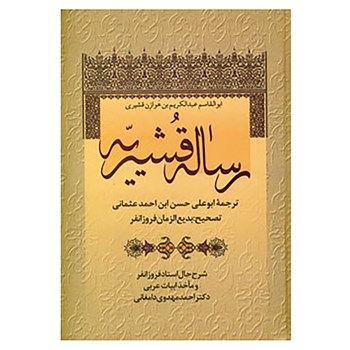
کتاب رسال قشیریه از مشهورترین آثار قشیری است و از منابع مهم صوفیه به‌شمار می‌رود.

•استفادات المرادات فی اسماءالله تعالیٰ علیٰ وجه الخاص
- البلغه المقاصد[۷]
- التحبیر فی علم التذکیر
- ترتیب السلوک فی طریق الصلاح و الفلاح
- رساله قشیریه
- شرح اسماء الحسنیٰ[۸]
- عقد الجواهر و نورالبصائر فی فضیلت ذکر الذاکر
- لطائف الاشارات
- اللمعه فی الاعتقاد
- المعراج
- المولد النّبوی
- نحو القلوب

از میان این آثار رساله قشیریه اهمیت و شهرت بیشتری داشته‌است. اصل این کتاب به عربی است، اما یکی از شاگردان و مریدان قشیری به نام ابوعلی (حسن) بن احمد عثمانی این رساله را به فارسی برگرداند و اکنون ترجمه رساله قشیریه نیز در دست است.
| توبه عام از گناه بود، توبه خاص از غفلت. |
| — رساله قشیریه                          |

این کتاب پنجاه و پنج باب دارد که شامل اعتقادات صوفیه در اصول، ذکر مشایخ آن‌ها و مراحل سیر و سلوک و احوال و مقامات و اوصاف و ویژگی‌های متصوفه است. این کتاب از منابع مهم صوفیه به‌شمار می‌رود و در دوره‌های مختلف مورد توجه آنان بوده‌است. بر این کتاب سید محمد گیسودراز در قرن نهم شرح و قراین دیگر نشان می‌دهد که طریقه عرفانی قشیری تا اواخر قرن دوازدهم هجری در هندوستان رواج داشته‌است.